# نظر (مغني)
نظر (بالألمانية: Nazar)‏ هو مغني نمساوي، ولد في 20 سبتمبر 1984 في طهران في إيران.

## وصلات خارجية
- الموقع الرسمي
- نظر على موقع ميوزك برينز (الإنجليزية)
- نظر على موقع ديسكوغز (الإنجليزية)